# 가미호나미촌
가미호나미촌(上穂波村)은 일본 후쿠오카현 가호군에 설치되었던 촌이다. 현재의 이즈카시, 게이센정의 일부에 해당한다.